# Krásnohorský potok
Krásnohorský potok - potok w Rudawach Spiskich i w Kotlinie Rożniawskiej we wschodniej Słowacji. Lewobrzeżny dopływ rzeki Čremošná.
Górna, nieco większa część toku znajduje się w Górach Wołowskich. Źródła na wysokości ok. 1000-1100 m n.p.m., na zachodnich zboczach górnych partii Bielych skal i pod grzbietem łączącym je z przełęczą Krivé. Spływa głęboką, dość krętą i początkowo zalesioną doliną w kierunku południowo-zachodnim, przyjmując z obu stron szereg drobnych dopływów. Przepływa przez wsie Pača, a następnie Krásnohorské Podhradie, gdzie omija od zachodu wybitny Krásnohorský hradný vrch (485 m n.p.m.), na którym wznosi się zamek Krásna Hôrka. Tu skręca nieco ku południu i wypływa na teren Kotliny Rożniawskiej. Przecina jej wschodnią część i u podnóży Płaskowyżu Silickiego w Słowackim Krasie, na terenie wsi Krásnohorská Dlhá Lúka, uchodzi na wysokości ok. 298 m n.p.m. do Čremošnej. Na terenie zabudowy wsi i na obszarze Kotliny Rożniawskiej tok uregulowany, w terenie rolniczym obrośnięty pasem drzew i krzewów.